# Cordana crassa
Cordana crassa är en svampart som beskrevs av Tóth 1975. Cordana crassa ingår i släktet Cordana, divisionen sporsäcksvampar och riket svampar.   Inga underarter finns listade i Catalogue of Life.